# BUC Saint-Josse Rugby Club
 (août 2025).
Si vous disposez d'ouvrages ou d'articles de référence ou si vous connaissez des sites web de qualité traitant du thème abordé ici, merci de compléter l'article en donnant les références utiles à sa vérifiabilité et en les liant à la section « Notes et références ».
Pour les articles homonymes, voir BUC.
Actualités
Dernière mise à jour : Septembre 2018.
Le Brussels University Club Saint-Josse Rugby Club ou BUC Saint-Josse RC est un club belge de rugby à XV évoluant en 2018-2019 en Seniors Division 2. Il est basé Avenue des Communautés à 1140 Evere / Bruxelles au Stade Georges-Pètre, propriété de la commune de Saint-Josse-ten-Noode.

## Palmarès
- Championnat de Belgique
  - Champion : 1973
- Coupe de Belgique
  - Vainqueur : 1973
- Coupe de l'Effort
  - Vainqueur : 1970, 1972, 1975, 2006
- Championnat de 2e division
  - Champion : 2011
- Championnat de Touch Rugby (Touch Belgium) D1 - Elite
  - Champion : 2021-22, 2022-23 et 2023-24
- Championnat de Touch Rugby (Touch Belgium) D2 - Challenge
  - Vice-champion : 2023-24